# کیا جورابچیان
کیا جورابچیان (زاده ۱۴ ژوئیه ۱۹۷۱ در تهران
) سهام دار باشگاه‌های فوتبال کورینتیانس برزیل و وستهام یونایتد انگلستان است.
جورابچیان از راه فروش شرکت‌اش میلیونر شده‌است. شرکت او مسبب انتقال کارلوس توز و خاویر ماسچرانو به وستهام یونایتد در اوت ۲۰۰۶ بوده‌است.

## زندگی
کیاوش جورابچیان در سال ۱۳۵۰ در تهران متولد شد. محمد جورابچیان پدر وی که در زمینه صنعت خودرو فعالیت داشت پس از انقلاب، به همراه خانواده خود به لندن مهاجرت کردو فعالیت خود را در آنجا پیگیری نمود. پس از مدتی پدر کیا تصمیم گرفت تا آنها به کانادا مهاجرت کنند. هنگامی که کیا ۱۲ ساله بود پدر او تصمیم می‌گیرد دوباره به انگلستان بازگردند. کیا دوران مدرسه را با نمرات نه چندان خوب به پایان رساند. او تحصیلات دانشگاهی خود را در رشته شیمی در کالج کویین مری دانشگاه لندن نیمه تمام گذاشت و به کار تجارت در بورس بین‌المللی نفت لندن پرداخت.
کیا پس از ۵ سال فعالیت در انگلستان به نیویورک رفت و در آنجا شرکت نفتی خود را تأسیس کرد و در اینجا بود که با رومن آبراموویچ و برژوفسکی آشنا شد.
در سال ۲۰۰۴ او شرکت مدیا اسپورتس اینوسمنت (شرکت سرمایه‌گذاری ورزشی رسانه‌ای) را تأسیس کرد و توانست ۵۱ درصد از سهام باشگاه کورینتیانس برزیل را برای مدت ۱۰ سال خریداری کند.
اسناد کشف شده از کیا جورابچیان، وکیل ایرانی الاصل و سرشناس فوتبال جهان نشان از نقش گسترده وی در فساد در فوتبال دنیا دارد.
به گزارش وبسایت نود، جورابچیان را یک آچارفرانسه در فوتبال دنیا می‌توان دانست. کسی که همه کار از دستش بر می‌آید و نامش تقریباً همه جا هست. از فستیوال مد در لندن گرفته تا رستوران‌های کره ای. حالا او تبدیل به یکی از مشاوران اصلی مالکان چینی اینتر شده‌است.
جورابچیان که دو ملیت ایرانی و انگلیسی دارد، اخیراً یکی از رستوران‌های خود در ایتالیا به نام «بابو» را بست تا سه رستوران دیگر باز کند. یکی از آنها رستوران غذای کره ای «جینجو» ست که جودی جو آشپز اصلی آن است، کسی که یک برنامه آشپزی هم در انگلیس داشته‌است. رستوران دیگرش در منطقه سوهو در لندن قرار گرفته و رستوران سومش هم در برج کالیفرنیا در هنگ کنگ تأسیس شده‌است.
اما سؤال این جاست که چطور پسر یک فروشنده خودروی ایرانی که به اروپا مهاجرت کرده این قدر ثروت و شهرت دارد؟ جورابچیان ۴۵ ساله که در تهران متولد شده، اصول خاص خودش را دارد: او همیشه خودش را به جایی می‌رساند که پول در آن جا تقسیم می‌شود و برایش مهم نیست که لاسانیا با سس کچاپ را با مرغ سوخاری کره ای عوض کند. کیا خیلی راحت وکلایش را در دنیای فوتبال عوض می‌کند. او پس از تجارت در روسیه حالا به سراغ چینی‌ها رفته چرا که می‌داند آینده فوتبال دنیا در دست ثروتمندان چینی است، علی‌الخصوص شرکت سونینگ که اخیراً باشگاه اینتر را خریده‌اند.
روزنامه ایتالیایی «رپابلیکا» گزارش داد که کیا آرشیتکت اصلی نقل و انتقالات اینتر جدید بوده‌است. او مانچینی را بیرون کرد تا فرانک دی بوئر هلندی جانشین او شو (البته در حال حاضر کونته مربی نراتزوری هاست) پس از آن نوبت بازیکنان بود: از ژائو ماریو، قهرمان یورو گرفته تا گابریل باربوسا ملقب به «گابی گل»، پدیده فوتبال برزیل. اینتر برای این دو خرید ۹۰ میلیون یورو هزینه کرد. با وجود این هزینه‌ها اینتر در حال حاضر در میانه جدول قرار گرفته‌است.
البته همکاری کیا و چینی‌ها شگفت‌انگیز نیست. جورابچیان که عاشق رستوران داری است در سال ۱۹۹۹ در حالی که فقط سی سال سن داشت، مثل یک تاجر باتجربه روزنامه روسیه ای کومرسانت را از طریق یک شرکت پولشویی در جزیره «بریتیش ویرجین» خرید و آن را به نام برزوفسکی فروخت. برزوفسکی که یکی از سیاستمداران مهم روسیه بود در سال ۲۰۱۳ در لندن جان باخت. جورابچیان با دو تاجر مطرح دیگر هم در ارتباط بود: رومن آبراموویچ، مالک چلسی و بدری پاتارکاتسیشویلی، تاجر گرجستانی. جورابچیان به هر دو در پولشویی فوتبال کمک کرده‌است.
جورابچیان ده سال پیش برای اولین بار وارد فوتبال شد تا در نقل و انتقالات بازیکنان نقش داشته باشد. شرکت شخصی او یعنی MSI وکالت کارلوس توس و ماسچرانو، دو ستاره فوتبال آرژانتین را در سالهای اخیر در اختیار داشته‌است.
اسناد منتشر شده توسط دوازده روزنامه معتبر فوتبال اروپا در پرونده ای موسوم به «فوتبال لیکس» نشان می‌دهد که کیا جورابچیان مؤسس شرکت Sports Invest Fund است، شرکتی که در لندن تأسیس شده و در پولشویی و فرار مالیاتی بازیکنان مطرح فوتبال جهان در جزایر کایمن نقشی کلیدی داشته‌است. این شرکت تا مارس ۲۰۱۵ مشغول به کار بوده‌است. جان مک بث، مدیر اجرایی سابق منچستر سیتی یکی از مدیران ارشد این شرکت بوده‌است.
شرکت انگلیسی جورابچیان در اسنادی که توسط فوتبال لیکس منتشر شده، برای آن که قانون را دور بزند، به دنبال خرید یک تیم فوتبال در انگلیس بود تا از طریق آن به عنوان مالک ثالث بازیکنان فعالیت کند. در حال حاضر فیفا داشتن بیش از یک وکیل برای بازیکنان را ممنوع کرده‌است. کیا در نهایت قید خرید تیم فوتبال در انگلیس را زد چرا که بازار مناسب تری نظیر اینتر را پیش روی خود می‌دید. او در سالهای اخیر علاوه بر توس و ماسچرانو برای انتقال بازیکنانی نظیر داوید لوییس، ویلیان، رامیرز، اسکار و پائولینیو به تیمهایی نظیر چلسی ۱۷۰ میلیون یورو دریافت کرده و می‌توان گفت فوتبال بهترین تجارتی است که می‌تواند داشته باشد.
در میان تجارت‌های جورابچیان می‌توان به انتقال لوئیز ادریانو، مهاجم برزیلی از شاختار دونتسک اوکراین به میلان نگاه کرد. در این انتقال جورابچیان به عنوان نماینده  باشگاه میلان کمیسیون دریافت کرد.
از دیگر تجارت‌های جورابچیان می‌توان به کندی اشاره کرد، این بازیکن سال گذشته توسط چلسی خریده شد و به واتفورد قرض داده شد. در این انتقال چلسی سودی نکرد اما فلومیننزه، تیم سابق مدافع برزیلی درآمد خوبی داشت. وکالت این بازیکن به عهده «آلماس اسپورتز» است، شرکتی که در «جزایر ویرجین بریتانیا» ثبت شده‌است یعنی همان جزیره ای که جورابچیان در آن چند دفتر ثبت کرده‌است.
وکیل ایرانی در حال حاضر به سراغ شرکت سونینگ چین رفته‌است، شرکتی که دو باشگاه جیانگسو و اینتر را تحت تملک خود دارد. جیانگسو دو تن از موکلانش را خریده‌است: رامیرز با ۲۸ و الکس تیکشیرا با ۵۰ میلیون یورو. در مورد اینتر هم می‌توان به ژائو ماریو و گابریل باربوسا اشاره کرد.
این ایجنت ایرانی الاصل مشهور دنیای فوتبال وکالت سرخیو رگیلون، مدافع کناری ۲۳ ساله و اسپانیایی رئال مادرید را برعهده گرفته‌است.